# 治天の君
治天の君（ちてんのきみ）は、日本の古代末期から中世において、皇室の当主として政務の実権を握った天皇または太上天皇（上皇）を指す用語。治天の君は事実上の君主として君臨した。ただし、「治天の君」については在位の天皇を含める立場と在位の天皇を含めず院政を行う上皇に限る立場とがある。
上皇が治天の君である場合、天皇は在位の君とよばれる。また上皇が治天の君として行う院政に対して、天皇が治天の君として政務に当たることを親政という。治天の君は、治天下（ちてんか）、治天（ちてん）、政務（せいむ）などとも呼ばれた。以下、本項では治天の君を「治天」という。

## 成立と意義
「治天」は、古くは地神五代のうち天照大神以外の4神が君主号として用いたという記録がある。その後、天皇や皇族の敬称号として5世紀後半までに「治天下大王（あめのしたしろしめすおおきみ）」が成立していたが、その後は律令の整備によって使用されなくなっていた。
平安時代後期の院政の開始により、「治天」の語が再び登場した。それまでは、藤原北家が摂政・関白（天皇の代行者・補佐者）として政治実権を持つ摂関政治が行われていた。あくまで律令官制の最高位に君臨するのは天皇であり、その天皇を代行・補佐することが、摂関の権力の源泉となっていた。しかし、白河上皇に始まる院政では、上皇が子へ譲位した後も、直接的な父権に基づき政治の実権を握るようになったため、摂関政治はその存立根拠を失った。この変遷は、天皇の母系にあたる摂関家が、天皇の父系にあたる上皇に、権力を奪われたものとみることができる。
平安中期から後期頃から、特定の官職を一つの家系で担うことが貴族社会の中で徐々に一般化しつつあった。官職に就くことは、その官職に付随する収益権を得ることも意味しており、官職に就いた家系の長（家督者）は、収益を一族へ配分する権限・義務を持った。このような社会的な風潮は皇室へも影響し、皇室の当主となった者が、本来の天皇の権限を執行するようになったのだろうと考えられている。
この皇室の当主が、実質的な皇朝の君主であり、治天と呼ばれるようになった。複数の上皇が併存することもあったが、治天となりうるのは1人のみであり、治天の地位を巡って上皇・天皇同士の闘争さえ発生した（保元の乱）。治天が実質的な君主になると、天皇はあたかも東宮（皇太子）のようだ、とも言われた。実際、院政が本格化すると皇太子を立てることがなくなっている。
治天となりうる資格要件は大きく2つある。まず、天皇位を経験していること。次に、現天皇の直系尊属であること。この結果、治天になれなければ、自らの子孫へ皇位継承できないことを意味しており、治天の座を獲得することは死活問題であった。ただし、鎌倉時代以降になると、皇位に就かなかった後高倉院が治天となったり、光明天皇の直系尊属ではない光厳上皇が治天となったように、前述の資格要件が必ずしも満たされない場合も出現した。
ただし、「治天の君」という言葉が出現するのは後嵯峨院政後の後深草上皇・亀山天皇の並立状態以降に生まれたとされている。

## 略史

### 成立期
応徳3年（1086年）に白河天皇が皇子の堀河天皇へ譲位し、院政を開始した時が、治天の成立だと考えられている。
しかし、治天の権限の中軸を占める皇統決定権、すなわり次期皇位継承とそのために必要な皇室財産を継承する者を決める確立したのは後三条天皇である。皇位継承者の決定は長い間藤原北家の嫡流、すなわち後世摂関家と呼ばれる家の意向が大きく影響していた。しかし、延久元年（1069年）、後三条天皇は摂関家が藤原彰子（上東門院）・藤原頼通・藤原教通の3姉弟の間で主導権争いが生じている隙を突いて長男の貞仁親王を立太子し、更にその3年後には次男の実仁親王を立太子することを条件に貞仁に譲位、更に翌年に後三条上皇が崩御する際には現存しないものの恐らくは遺詔の形で実仁の次の皇太子には三男の輔仁親王を指名した。貞仁の養外祖父の藤原能信は摂関家ながら異母兄弟である3姉弟とは競合関係にあり、実外祖父の藤原公成も摂関家の嫡流からは外れた閑院流の出身、実仁・輔仁の外祖父の外祖父である源基平は摂関家によって皇太子を辞退させられた敦明親王（小一条院）の子、と全て摂関家と対立する家々の出身で、なおかつ全員故人という3代先まで摂関家が関与する余地がない皇位継承を実現させようとした。
しかし、後三条天皇の計画には大きな誤算があった。すなわち、3代先まで皇位継承者を決めたことで、自身の子孫への皇位継承が不確かなものとなった貞仁親王――即位して白河天皇の不満を抱かせたこと、加えてそれを決めた後三条上皇が譲位からわずか1年で崩御したために、計画を具体的に実現させることが不可能になったことであった。白河天皇は父の計画を覆すために、父が崩御すると頼通の後継者である藤原師実の養女賢子（実父は源顕房）を中宮に立てて敦文親王（早世）・善仁親王（後の堀河天皇）を立て続けに儲けて摂関家の協力を得ることに成功する。そして、応徳2年（1085年）に皇太子である実仁親王が病死すると、その翌年には白河天皇は次の皇太子には輔仁親王ではなく善仁親王を立てて、なおかつその日のうちに譲位をしてしまった。一見すると後三条天皇が確立した皇統継承権を息子の白河天皇が覆してしまったように見える現象であるが、実際には白河天皇は摂関家の協力を得ながらも自己の皇統継承権を確立することで実現させたものであり、謂わば父親の方針の換骨奪胎の上に確立させたのであった。勿論、当時8歳の堀河天皇では実際の政務が困難であり、ここに皇統決定権のみならず政務の主導権をも掌握した治天が登場することになったのである。
堀河天皇は皇位にありながら、政治の実務は白河上皇が行っていた。堀河天皇が崩御してその皇子鳥羽天皇が即位しても白河法皇が政務を担った。鳥羽天皇の治世の当初、摂関家当主であった藤原忠実はまだ若く、新天皇の摂政を務める資質に疑問視を抱かせていたが、白河法皇自らが忠実の後見になったことで摂関家からすれば皇位継承に関与するどころが治天に摂関家継承を関与される状況に陥ってしまった。また、後三条上皇の遺志に反して、摂関家と結んで堀河・鳥羽の2代の幼帝を擁立した白河法皇を排斥して輔仁親王に皇位を継承させようとする動きも永久元年（1113年）に発生した永久の変によってとどめを刺され、輔仁親王の子である有仁は臣籍降下を選択せざるを得なくなった。ここにおいて白河法皇が不安定であった皇統継承権を名実ともに掌握したことになる。白河法皇は、自分の養女であった藤原璋子を鳥羽天皇の后にして、顕仁親王（後の崇徳天皇）を誕生させた。白河法皇は璋子の実父である藤原公実が既に亡くなっていることを口実に自らが顕仁の外祖父として振る舞い、結果的に父の後三条上皇が果たせなかった（阻止したのは白河法皇自身ではあるが）3代先までの皇位継承を実現させることになった。

### 平安後期
白河法皇が崩御すると、崇徳天皇に譲位し既に上皇となっていた鳥羽上皇が治天となり、院政を開始した。白河法皇も鳥羽法皇も積極的な政策展開を行い、専制的な院政の典型とも、院政の最盛期とも評されている。
保元元年（1156年）、鳥羽天皇が崩御すると、崇徳上皇と後白河天皇の兄弟が治天の座を巡って争い、後白河天皇が勝利した（保元の乱）。後白河天皇は2年後の保元3年（1158年）に譲位すると院政を開始した。平清盛による院政停止や高倉院政の開始によって治天の地位から追われたことがあったが、清盛の死去と高倉上皇の崩御によって復活、それからは建久3年（1192年）に崩ずるまで治天の地位を保った。
さて、白河院政の後期以降、院への荘園寄進が非常に集中するようになり、皇室は莫大な経済基盤を得ることとなった。これらの荘園はいくつかのグループに分けられ、別々に相続されていった。例としては、鳥羽天皇が皇女の八条院に相続した荘園群である八条院領、後白河が長講堂という寺院に寄進した長講堂領などがある。治天の君は皇室の当主として、これらの厖大な荘園群を総括する権限を有していた。

### 鎌倉期
後白河天皇の次に治天となったのは、その孫の後鳥羽天皇だった。治承・元暦年間（1180年代）の治承・寿永の乱の結果、東国に鎌倉幕府が成立し、独自の支配権を獲得していたが、治天として専制を指向する後鳥羽上皇には、幕府の存在が我慢ならないものだった。
承久3年（1221年）、まだ誕生して間もなく、源実朝暗殺により将軍不在となった幕府の体制を不安定と見た後鳥羽上皇は、幕府の武力排除を試みたが、幕府軍に敗北してしまった（承久の乱）。これにより、後鳥羽上皇及びその直系の上皇・天皇は追放されたが、その結果、後鳥羽上皇の血統に無くかつ世俗に在る皇男子が、後鳥羽上皇の甥で高倉天皇の孫に当たる、当時10歳の茂仁王だけとなり、幕府は茂仁王を後堀河天皇として即位させた。後堀河天皇の父行助入道親王が天皇家の家督者として、治天に就任することとなったが、行助入道親王は天皇位に就いたことがなく、また既に出家していたため、治天の資格要件を欠いていた。しかし緊急事態であることが考慮され、特別に治天となり、事実上の法皇（天皇の例に倣い崩御後に「後高倉院」の院号を贈られた）として院政を布いた。これは、既に治天の存在が不可欠になっていたことを表している。
ところが、近年の研究によって、承久の乱の当時、後鳥羽上皇の血統に無くかつ世俗に在る皇男子が茂仁王の他にもう1人存在したことが判明している。その人物は、茂仁王と同じく後鳥羽上皇の甥で高倉天皇の孫に当たる国尊王（交野宮）であった。ところが、国尊王の父で行助入道親王の弟にあたる聖円入道親王は乱の1か月前に病死しており、父親が治天になることが不可能であったために本人が要件を満たしておりながら皇位継承から外されたと考えられている。
承久の乱以降、治天がそれ以前と同等の権力を有することはなく、重要事項は幕府と協議した上で決定することが常態化した。後堀河上皇の没後、四条天皇も12歳で崩御すると、次代の天皇を指名するべき治天が存在しないという事態を招いた。公家の間では順徳天皇の皇子忠成王を擁立する動きがあったが、幕府は土御門天皇の皇子邦仁王を名し、結果邦仁王が後嵯峨天皇として即位した。これは天皇の指名には幕府の承認が必要であるという先例になり、治天の権威が低下しただけでなく、治天の権限の一部を幕府が掌握したことになる。
後嵯峨院政の末年には次代の治天の座を巡って後深草天皇の系統（持明院統）と亀山天皇の系統（大覚寺統）が対立した。治天である後嵯峨法皇は没する直前に手ずから譲状を認めたが、明記されたのは長講堂領以外の荘園の相続であり、皇統のことは何も記さず「六勝寺ならびに鳥羽殿以下のことは治天下に依りその沙汰あるべし」（六勝寺並びに鳥羽離宮を次の治天の君に与える）と記されたのみであった。幕府は中宮であった大宮院に問い合わせると、大宮院は後嵯峨天皇の意志は亀山天皇系にあるとした。このため亀山天皇が治天となり、政務を執ることになったが、後深草天皇系はこれに反発して幕府に力添えを頼んだ。幕府の調停の結果、双方が交互に治天の地位に就く両統迭立が行われるようになった。同時に長講堂領は持明院統に、八条院領は大覚寺統に相続されるようになり、経済面でも両統は同程度の実力を持つに至った。
文保2年（1318年）に即位した大覚寺統の後醍醐天皇の治世では、父であり治天でもある後宇多上皇が元亨元年（1321年）に自発的に院政を停止し、後醍醐による親政が開始された。後醍醐が倒幕を志した理由には諸説あるが、自らの系統に皇位を継承させるためであったと考えられている。

### 室町期
1333年（元弘3年）に始まる後醍醐の建武の新政は数年で失敗に至り、当時最大の実力者だった足利尊氏が幕府政権を樹立することとなった。その際、尊氏は、持明院統の光厳上皇を治天とし、その弟の光明天皇を即位させ、自らは征夷大将軍に就任する。後に美濃守護土岐頼遠が光厳上皇に矢を射掛ける事件を起こした際に、尊氏から事件の処理を任された弟の足利直義は幕府内外から起こる頼遠助命の声を無視してその斬首を強行した。直義は光厳上皇の治天としての権威のみが、室町幕府の政治的な正統性を保障していることを理解していたのである。
正平7年/観応3年（1352年）、北朝・幕府と対立していた南朝は、観応の擾乱に乗じ、北朝側の治天・天皇・皇太子を拉致することに成功した。建前であっても、政治決定には治天の裁可を必要としていたため、幕府及び北朝側の公家は北朝の再開に取り組むこととなった。治天・天皇・皇太子の奪還は困難と見られたため、出家予定であった弥仁王（光厳天皇の皇子）を後光厳天皇とし、京都に残る天皇家の中で最高位者だった広義門院（西園寺寧子、後伏見天皇の女御、光厳・光明の生母）が治天の権能を行使することで対応した。女性で、しかも、国母と言えど皇室出身でない者が治天となるのは前代未聞の事態だったが、これにより北朝は存続することができた。どのような形であれ、治天という存在が政治上、必要不可欠だったのである。
続いて、後光厳の子の後円融上皇である。後円融上皇は明徳4年（1393年）に崩御した。後円融上皇の皇子後小松天皇は、元中9年/明徳3年（1392年）に南北朝合一を実現して後醍醐天皇以来の唯一の天皇となり、皇子称光天皇に譲位して院政を行い、正長元年（1428年）に称光天皇が崩御して皇統が絶えると、伏見宮家から後花園天皇を立てて院政を続けた。
しかし、永享5年（1433年）に後小松上皇が崩御すると院政は事実上の終焉を迎え、それと共に治天の君という存在もまた自然消滅することとなる。実際、次に上皇になった後花園上皇は譲位後に程なく応仁の乱に巻き込まれ、実質的な院政をほとんど行う期間も無く崩御した。その後、財務上の理由などから、天皇の譲位自体が不可能な状況が続くことになる。
江戸時代になると、光格上皇まで院政が度々執られたが、幕府による朝廷統制が強化されたため、朝廷を完全に統制できる治天に該当する存在は生まれなかった。

### 明治以降
明治時代になると、旧皇室典範の制定と共に太上天皇や譲位といった制度が廃止され、同時に治天の君という概念は消滅した。2019年（平成31年/令和元年）には、天皇の退位等に関する皇室典範特例法（天皇退位特例法）に基づき、明仁から徳仁への皇位継承が行われたが、治天の君と天皇が対立した歴史的経緯も踏まえ、天皇退位特例法では退位後の天皇の称号を「太上天皇」ではなく、正式に「上皇」としている。

## 歴代の治天
| 治天の君        | 治天の君        | 年                 | 天皇       | 続柄 | 備考                                                                                                   |
| --------------- | --------------- | ------------------ | ---------- | ---- | --- |
| 白河上皇        | 白河上皇        | 応徳3年（1086年）  | 堀河天皇   | 皇子 | |
| 白河上皇        | 白河上皇        | 嘉祥2年（1107年）  | 鳥羽天皇   | 孫   | |
| 白河上皇        | 白河上皇        | 保安4年（1123年）  | 崇徳天皇   | 曾孫 | |
| 鳥羽上皇        | 鳥羽上皇        | 大治4年（1129年）  | 崇徳天皇   | 皇子 | |
| 鳥羽上皇        | 鳥羽上皇        | 栄治元年（1141年） | 近衛天皇   | 皇子 | |
| 鳥羽上皇        | 鳥羽上皇        | 久寿2年（1155年）  | 後白河天皇 | 皇子 | |
| 後白河天皇      | 後白河天皇      | 久寿3年（1156年）  | 後白河天皇 | -    | 親政                                                                                                   |
| 後白河上皇      | 二条天皇        | 保元3年（1158年）  | 二条天皇   | 皇子 | 二条天皇期には後白河院の院政と二条天皇の親政が併存していたため、治天の地位については議論の余地がある。 |
| 後白河上皇      | 後白河上皇      | 永万元年（1165年） | 六条天皇   | 孫   | |
| 後白河上皇      | 後白河上皇      | 仁安3年（1168年）  | 高倉天皇   | 皇子 | |
| 高倉天皇/上皇   | 高倉天皇/上皇   | 治承3年（1179年）  | 高倉天皇   | -    | 治承三年の政変により後白河院政を停止、高倉天皇による親政。                                             |
| 高倉天皇/上皇   | 高倉天皇/上皇   | 治承4年（1180年）  | 安徳天皇   | 皇子 | |
| 後白河上皇      | 後白河上皇      | 治承5年（1181年）  | 安徳天皇   | 孫   | |
| 後白河上皇      | 後白河上皇      | 寿永2年（1183年）  | 後鳥羽天皇 | 孫   | |
| 後鳥羽天皇/上皇 | 後鳥羽天皇/上皇 | 建久3年（1192年）  | 後鳥羽天皇 | -    | 親政                                                                                                   |
| 後鳥羽天皇/上皇 | 後鳥羽天皇/上皇 | 建久9年（1198年）  | 土御門天皇 | 皇子 | |
| 後鳥羽天皇/上皇 | 後鳥羽天皇/上皇 | 承元4年（1210年）  | 順徳天皇   | 皇子 | |
| 後鳥羽天皇/上皇 | 後鳥羽天皇/上皇 | 承久3年（1221年）  | 仲恭天皇   | 孫   | 承久の乱により院政停止。                                                                               |
| 後高倉院        | 後高倉院        | 承久3年（1221年）  | 後堀河天皇 | 皇子 | |
| 後堀河天皇/上皇 | 後堀河天皇/上皇 | 承久5年（1223年）  | 後堀河天皇 | -    | 親政                                                                                                   |
| 後堀河天皇/上皇 | 後堀河天皇/上皇 | 貞永元年（1232年） | 四条天皇   | 皇子 | |
| 後嵯峨天皇/上皇 | 後嵯峨天皇/上皇 | 仁治3年（1242年）  | 後嵯峨天皇 | -    | 親政                                                                                                   |
| 後嵯峨天皇/上皇 | 後嵯峨天皇/上皇 | 寛元4年（1246年）  | 後深草天皇 | 皇子 | |
| 後嵯峨天皇/上皇 | 後嵯峨天皇/上皇 | 正元元年（1259年） | 亀山天皇   | 皇子 | |

| 年                          | 持明院統         | 持明院統   | 持明院統    | 大覚寺統       | 大覚寺統   | 大覚寺統 | 備考 |
| 年                          | 治天             | 天皇       | 続柄        | 治天           | 天皇       | 続柄     | 備考 |
| --------------------------- | ---------------- | ---------- | ----------- | -------------- | ---------- | -------- | --- |
| 文永9年（1272年）           | -                | -          | -           | 亀山天皇 /上皇 | 亀山天皇   | -        | 親政 |
| 文永11年（1274年）          | -                | -          | -           | 亀山天皇 /上皇 | 後宇多天皇 | 皇子     | |
| 弘安10年（1287年）          | 後深草上皇       | 伏見天皇   | 皇子        | -              | -          | -        | |
| 正応3年（1290年）           | 伏見天皇 /上皇   | 伏見天皇   | -           | -              | -          | -        | 親政 |
| 永仁6年（1298年）           | 伏見天皇 /上皇   | 後伏見天皇 | 皇子        | -              | -          | -        | |
| 正安3年（1301年）           | -                | -          | -           | 亀山上皇       | 後二条天皇 | 孫       | |
| 嘉元3年（1305年）           | -                | -          | -           | 後宇多上皇     | 後二条天皇 | 皇子     | |
| 徳治3年（1308年）           | 伏見上皇         | 花園天皇   | 皇子        | -              | -          | -        | |
| 文保元年（1317年）          | 後伏見上皇       | 花園天皇   | 弟 （猶子） | -              | -          | -        | |
| 文保2年（1318年）           | -                | -          | -           | 後宇多上皇     | 後醍醐天皇 | 皇子     | |
| 元享元年（1321年）          | -                | -          | -           | 後醍醐天皇     | 後醍醐天皇 | -        | 親政（後宇多崩御は元享4年（1324年）） |
| 元徳3年（1331年）           | 後伏見上皇       | 光厳天皇   | 皇子        | -              | -          | -        | |
| 元弘3年（1333年）           | -                | -          | -           | 後醍醐天皇     | 後醍醐天皇 | -        | 建武の新政 |
| 建武3年（1336年）           | 光厳上皇         | 光明天皇   | 弟 （猶子） | 後醍醐天皇     | 後醍醐天皇 | -        | |
| 暦応2年/延元4年（1339年）   | 光厳上皇         | 光明天皇   | 弟 （猶子） | 後村上天皇     | 後村上天皇 | -        | |
| 貞和4年/正平3年（1348年）   | 光厳上皇         | 崇光天皇   | 皇子        | 後村上天皇     | 後村上天皇 | -        | |
| 正平6年（1351年）           | -                | -          | -           | 後村上天皇     | 後村上天皇 | -        | 正平一統 |
| 文和元年/正平7年（1352年）  | （広義門院）     | 後光厳天皇 | -           | 後村上天皇     | 後村上天皇 | -        | 治天である光厳上皇が南朝に拉致されたため、代わりに治天の政務を執った。なお、広義門院を治天の君とすることには異議（新田一郎など）も存在するので注意が必要である。 |
| 延文2年/正平12年（1357年）  | 後光厳天皇 /上皇 | 後光厳天皇 | -           | 後村上天皇     | 後村上天皇 | -        | |
| 応安元年/正平23年（1368年） | 後光厳天皇 /上皇 | 後光厳天皇 | -           | 長慶天皇       | 長慶天皇   | -        | |
| 応安4年/建徳2年（1371年）   | 後光厳天皇 /上皇 | 後円融天皇 | 皇子        | 長慶天皇       | 長慶天皇   | -        | |
| 応安7年/文中3年（1374年）   | 後円融天皇 /上皇 | 後円融天皇 | -           | 長慶天皇       | 長慶天皇   | -        | |
| 永徳2年/弘和2年（1382年）   | 後円融天皇 /上皇 | 後小松天皇 | 皇子        | 長慶天皇       | 長慶天皇   | -        | |
| 永徳3年/弘和3年（1383年）   | 後円融天皇 /上皇 | 後小松天皇 | 皇子        | 後亀山天皇     | 後亀山天皇 | -        | 長慶上皇が院政を行ったという説があるが、異論もある。 |

| 治天の君        | 年                 | 天皇       | 続柄   | 備考                         |
| --------------- | ------------------ | ---------- | ------ | ---------------------------- |
| 後円融上皇      | 明徳3年（1392年）  | 後小松天皇 | 皇子   | 明徳の和約により南北朝合一。 |
| 後小松天皇/上皇 | 明徳4年（1393年）  | 後小松天皇 | -      | 親政                         |
| 後小松天皇/上皇 | 応永19年（1412年） | 称光天皇   | 皇子   |                              |
| 後小松天皇/上皇 | 正長元年（1428年） | 後花園天皇 | 七親等 |                              |